# المسيحية في كاليدونيا الجديدة

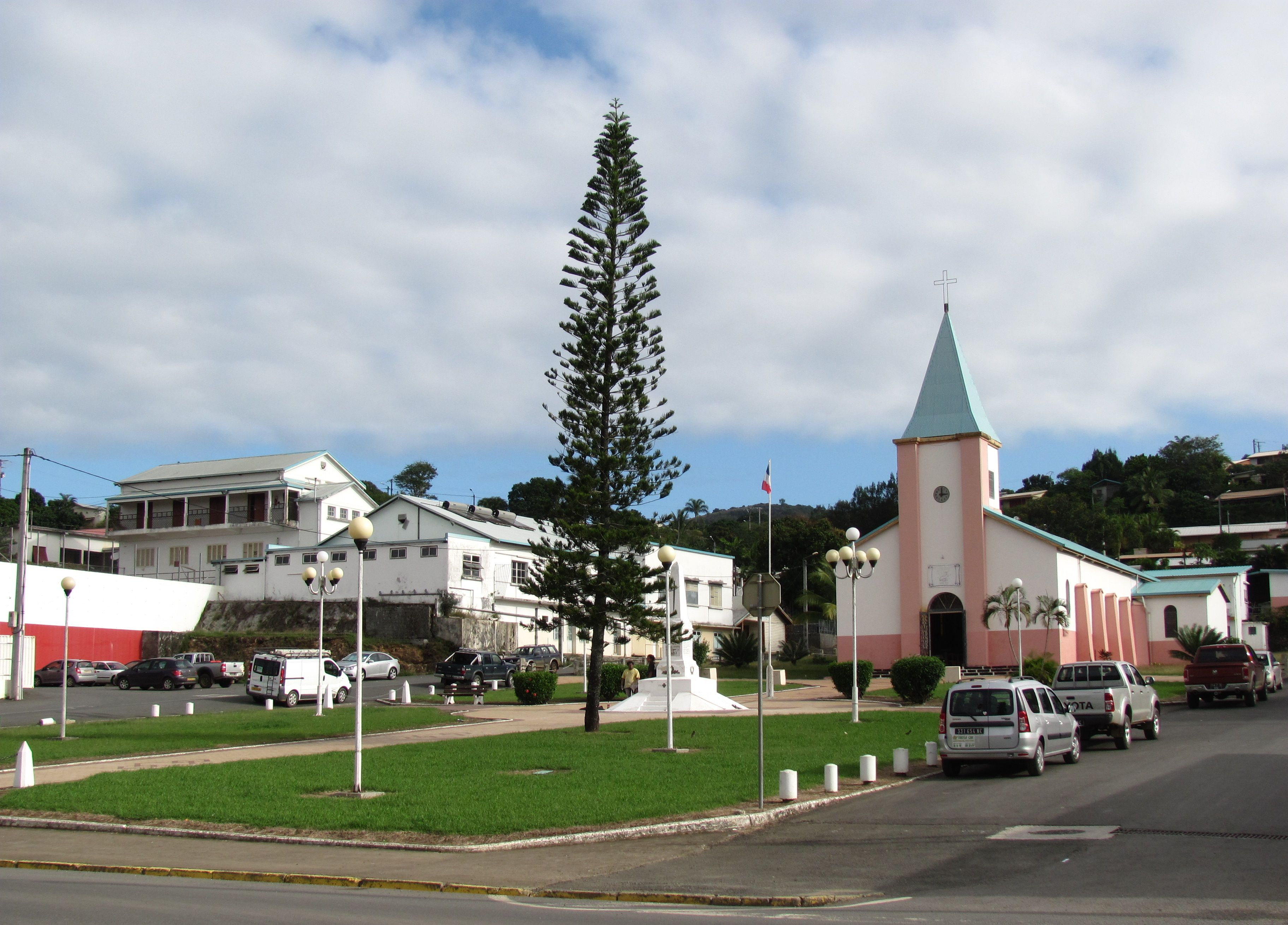
كنيسة كاثوليكيَّة في كاليدونيا الجديدة.

تُشكل المسيحية في كاليدونيا الجديدة أكثر الديانات إنتشاراً بين السكان، وفقاً لتقديرات مركز بيو للأبحاث عام 2010 حوالي 85.2% من السكان من المسيحيين. يعتنق أغلب سكان كاليدونيا الجديدة المسيحية دينًا على المذهب الروماني الكاثوليكي (50.8%) من ثم البروتستانتية (32.4%). الكاثوليك هم الغالبية بين السكان من أصول أوروبيَّة (خصوصاً الفرنسيَّة) وفيتناميَّة وواليزينية وبين شعب الكاناك، ويشكلون نصف السكان بين الأقليات الميلانيزيَّة والبولينيزيَّة. وصلت الكاثوليكية للبلاد من قبل المستعمرين الفرنسيين. وتضم الجزيرة أيضًا العديد من الكنائس البروتستانتية منها الكنيسة الإنجيليَّة الحرة والكنيسة الإنجيلية في كاليدونيا الجديدة وجزر لويالتيت والتي تضم على أكبر عدد من الأتباع، برزت البروتستانتية في أواخر القرن العشرين وتستمر في التوسع والنمو.

## الطوائف المسيحية

### الكاثوليكية

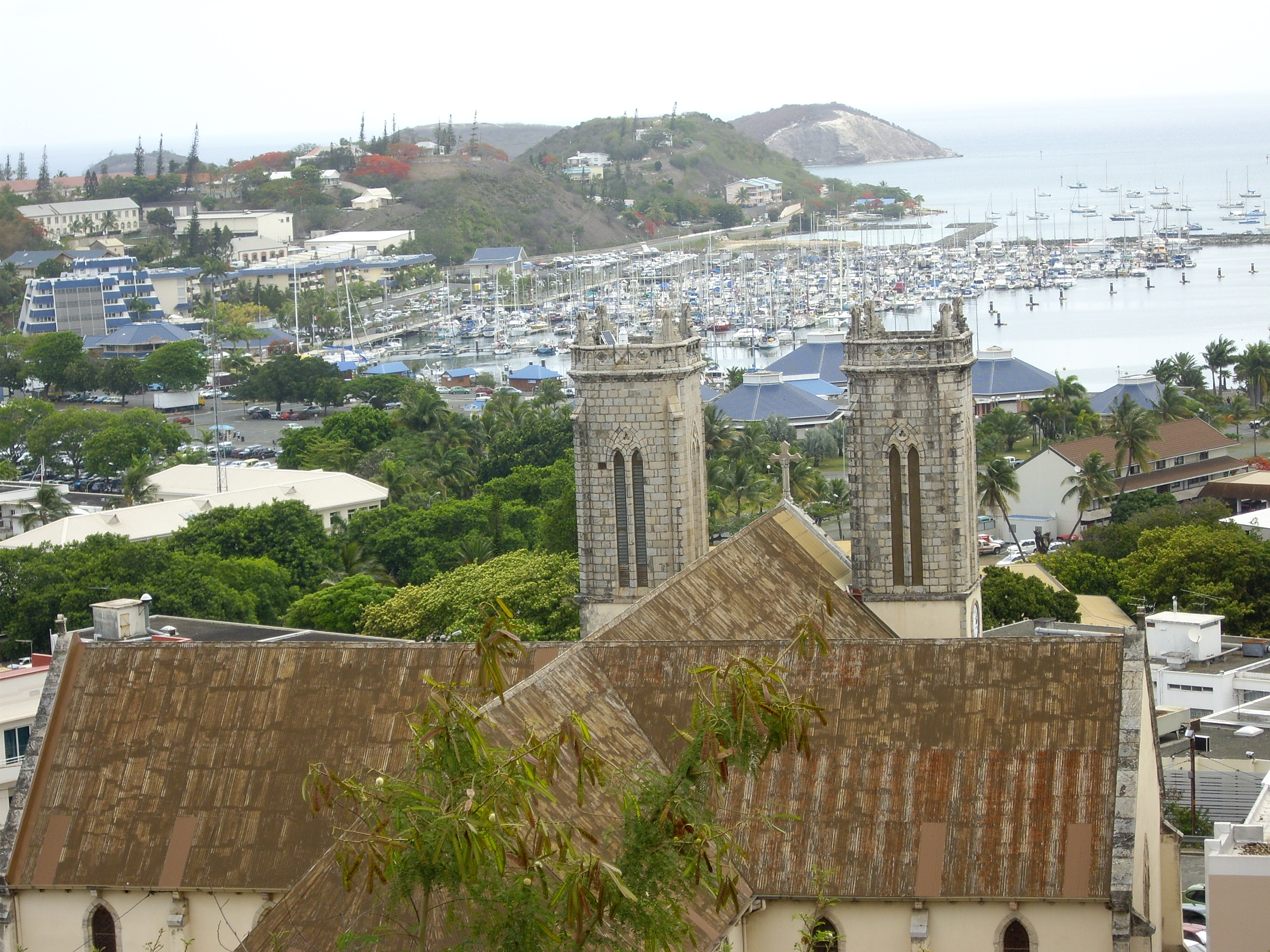
كنيسة القديس يوسف الكاثوليكيَّة في نوميا.

الكنيسة الكاثوليكية في كاليدونيا الجديدة هي جزء من الكنيسة الكاثوليكية العالمية في ظل القيادة الروحية للبابا في روما، وفقاً لمركز بيو للأبحاث عام 2010 كان حوالي 50.8% من سكان البلاد من أتباع الكنيسة الرومانية الكاثوليكية أو حوالي 130,000 نسمة. وتخدم الأبرشية الرومانية الكاثوليكية في نوميا المجتمع الكاثوليكي المحلي، ويقع مقر الأبرشية في العاصمة نوميا، ويقع مقر الأبرشية في كاتدرائية القديس يوسف في العاصمة نوميا. الكاثوليك هم الغالبية بين السكان من أصول أوروبيَّة (خصوصاً الفرنسيَّة) وفيتناميَّة واليزينية وبين شعب الكاناك ويشكلون نصف السكان بين الأقليات الميلانيزيَّة والبولينيزيَّة. تضم البلاد على مجتمع كاثوليكي من نسل الأقدام السوداء الذين قدموا إلى البلاد بعد استقلال دول شمال أفريقيا، والأقدام السوداء هم من المستوطنين الأوروبيين الذين سكنوا أو ولدوا في المغرب العربي إبان الاحتلال الفرنسي لشمال أفريقيا. هناك مشاركة كبيرة للشباب في حياة الكنيسة الكاثوليكية وبشكل خاص في التردد على الكنائس وهناك تركيز خاص على الحج.
يُشكّل الكاثوليك الأغلبية السكانيَّة في المناطق الحضرية، والمراكز الإدارية، ومستوطنات التعدين، كما وتشكل أغلبية ملحوظة في المناطق الريفية حيث يهيمن السكان البيض ذوي الأصول الأوروبيَّة، خاصةً على الساحل الغربي من البر الرئيسي. وتهيمن الكاثوليكية أيضاً في المناطق التي نجحت في تعزيز جذور قوية فيها بين السكان الأصليين قبل وصول البعثات البروتستانتية إلى البلاد مثل جزر بيليب، وجزيرة الصنوبر، وجنوب وشمال شرق غراندي تير. يُعتبر الواليزينيين الجماعة العرقية الكاثوليكية الأكثر تديناً والأكثر تردداً على الكنائس في البلاد يليهم كل من السكان ذوي الأصول الميلانيزية والأوروبية على التوالي.
يعود التواجد الكاثوليكي إلى حقبة الإستعمار الفرنسي، ووصل المبشرون الكاثوليك إلى كاليدونيا الجديدة في عقد 1840. في ذلك الوقت، تم تقسيم أوقيانوسيا إلى ثلاثة من النيابات الرسوليَّة، وشهدت كاليدونيا الجديدة بالفعل وصول العديد من المبشرين من الأخوة المريميين. وكان البابا غريغوري السادس عشر في عام 1836 قد أعطى الأخوة المريميين حق رعاية الجماعات المسيحية والتبشير في أوقيانوسيا الغربية، بسبب الوجود الفرنسي القوي في هذا الجزء من المحيط الهادئ. وبحلول أواخر عقد 1920، كان نصف السكان الأصليين قد تعمدوا على يد المبشرين الكاثوليك. وبالإضافة إلى البروتستانت، كانت هناك أيضًا أقلية من المهاجرين البوذيين والمسلمين. أدّت حركة الإستيطان الأوروبي والفرنسي إلى تعزيز الوجود الكاثوليكي في البلاد. وفي أعقاب الحرب العالمية الثانية، أدّى اكتشاف احتياطيات النيكل في المناجم المحلية إلى تدفق المهاجرين من المناطق الفرنسية المجاورة، خاصةً من تاهيتي وواليس وفوتونا. خلال هذه السنوات، عيّنت الكنيسة أول كهنة من السكان الأصليين.

### البروتستانتية

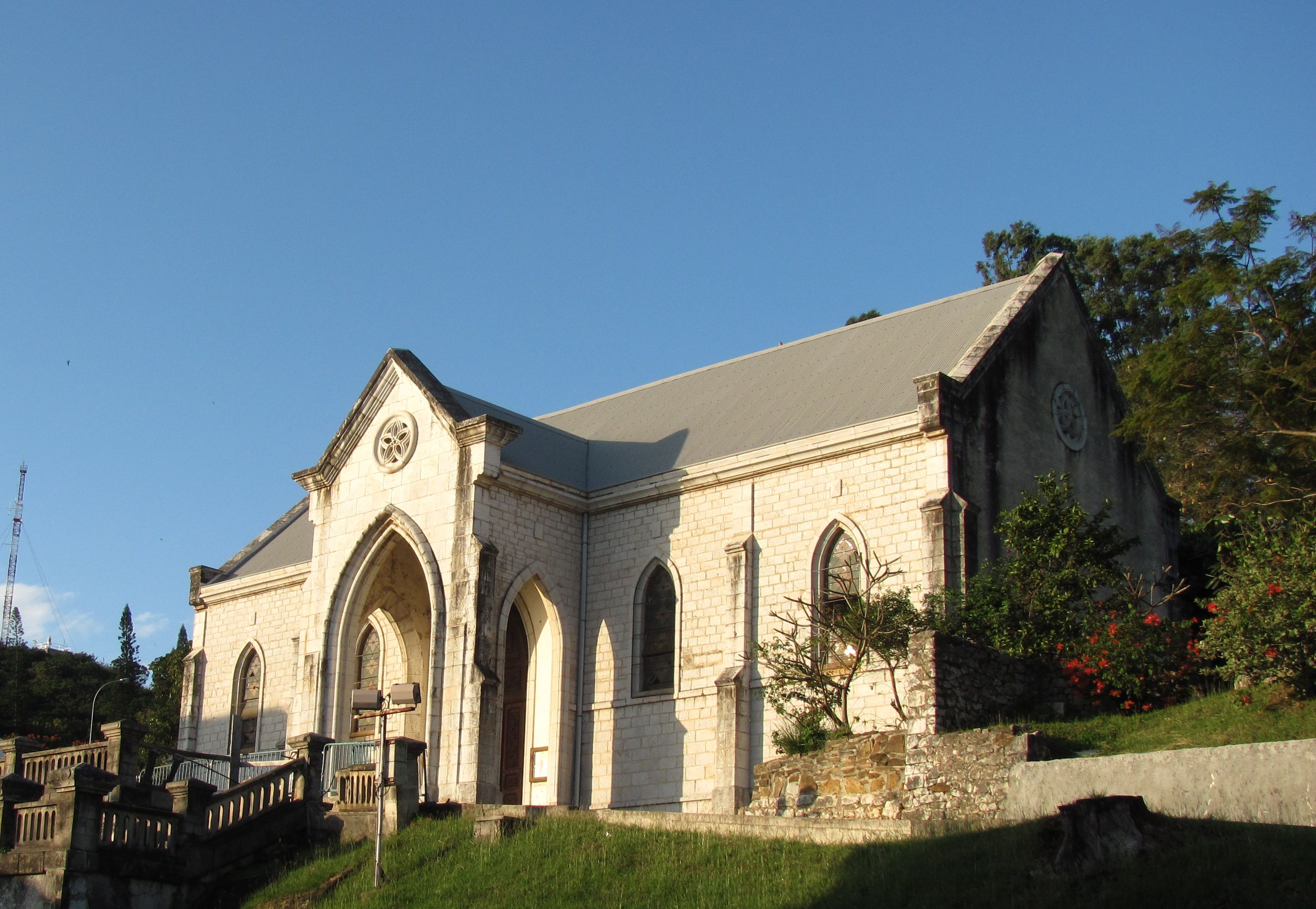
المعبد البروتستانتيّ في نوميا.

وفقاً لمركز بيو للأبحاث عام 2010 كان حوالي 32.4% من سكان البلاد من أتباع الكنائس البروتستانتية المختلفة أي حوالي 80,000 نسمة، وتنشر البروتستانيتة بين الإثنية الميلانيزيَّة والبولينيزيَّة. ومن الطوائف البروتستانتية الموجودة في البلاد كل الكنيسة الإنجيليَّة الحرة والكنيسة الإنجيلية في كاليدونيا الجديدة وجزر لويالتيت والتي تضم على أكبر عدد من الأتباع. برزت البروتستانتية في أواخر القرن العشرين وتستمر في التوسع والنمو. هناك مجتمعات بروتستانتيَّة ملحوظة في شرق البلاد حيث يشكلون حوالي نصف السكان. وتتراوح نسب البروتستانت بين 35% إلى 50% في منطقة هاولو الواقعة في شمال غرب البلاد، وفي بلديات كوني وكالا جومان وكوماك. ويشكل البروتستانت الأغلبية السكانية في مقاطعة جزر الولاء، حيث نشط فيها تاريخياً المبشرين البروتستانت، كما لم تعرف هذه الجزر الإستيطان الأوروبي الكاثوليكي أو هجرة للعمال الأجانب خلال الحرب العالمية الثانية. وتتجاوز نسبة البروتستانت 80% في بلديات ليفو وماري. ويعتبر التاهيتيين الجماعة العرقية البروتستانتية الأكثر تديناً وتردداً على الكنائس في البلاد.
تأسست الكنيسة الإنجيلية في كاليدونيا الجديدة وجزر لويالتي في عام 1958، وبدأت جمعية لندن التبشيرية إرسال البعثات إلى المنطقة في القرن الثامن عشر. أظهرت الكنيسة البروتستانتية ديناميكية قوية وهو أمر تنصير في رفع شعب الكاناك. وفي مطلع القرن التاسع عشر مهدت جمعية لندن التبشيرية الطريق لجمعية التبشير الإنجيلية في باريس، وتضم الكنيسة حالياً تسعين أبرشية ومائة كنيسة منزلية تضم 30,000 عضو. والكنيسة هي عضو في الكنائس الإصلاحية ولها علاقات مع كنيسة ماوي البروتستانتية والكنيسة المشيخية في أوتيروا في نيوزيلندا والكنيسة المشيخية في فانواتو. وتشكلت الكنيسة الإنجيلية الحرة نتيجة للانشقاق في الكنيسة الإنجيلية في كاليدونيا الجديدة وجزر لويالتي. وكان قائدها ريمون شايليماني مبشراً بين شعب الكاناك، وكانت قد طلبت منه جمعية التبشير الإنجيلية في باريس العودة إلى باريس، لكن العديد من المعلمين والمؤيدين طلبوا منه البقاء، مما أدى إلى الانقسام. لدى الكنيسة 74 أبرشية وتضم حوالي 2,000 عضو. بدأت المصالحة مع الكنيسة الإنجيلية في كاليدونيا الجديدة في عام 1992.